# Thomassima II
Der Thomassima II ist ein italienischer Sportwagen, der 1967 gebaut wurde. Er ist das zweite von insgesamt drei Modellen der Thomassima-Reihe. Das Auto ist eine straßentaugliche Hommage an Ferraris Rennsportwagen 330P3 und 330P4. Das Design und die Konstruktion des Einzelstücks sind Arbeiten des US-Amerikaners Thomas „Tom“ Meade; hergestellt wurde das Auto von der Carrozzeria Sports Cars in Modena. Der Thomassima II gilt als eines der außergewöhnlichsten Sonderfahrzeuge mit Ferrari-Technik.

## Entstehungsgeschichte
Der in Kalifornien geborene Tom Meade (1939–2014) war ein autodidaktisch arbeitender Designer. Ab 1960 lebte er in Italien. Er bestritt seinen Lebensunterhalt in dieser Zeit damit, ältere italienische Sport- und Rennwagen zu restaurieren und an US-amerikanische Kunden zu verkaufen. Einige Autos überarbeitete er technisch und äußerlich nach Maßgabe individueller Kundenwünsche. Zwischen 1964 und 1970 entwarf Meade außerdem eine Reihe individueller Sportwagen, die er mit Unterstützung der Karosseriebauunternehmen Drogo, Fantuzzi und Neri e Bonacini in Modena in Einzelstücken verwirklichte. Hierzu gehören einerseits die Nembo Ferraris und andererseits die Thomassima-Sportwagen, von denen drei Unikate entstanden. 
Der 1964 entstandene Thomassima I, dessen Historie schwach dokumentiert ist und zu dem es in vielen Details widersprüchliche Beschreibungen gibt, wurde möglicherweise 1966 bei der Überschwemmung in Florenz zerstört.
1967 baute Meade als Auftragsarbeit für einen US-amerikanischen Kunden den Thomassima II, der sich ein straßentaugliches Auto im Stil der Rennsportwagen 330P3 bzw. 330P4 wünschte, mit denen die Scuderia Ferrari 1966 und 1967 werksseitig an der Sportwagen-Weltmeisterschaft teilnahm. Mit dem Thomassima II ging Meade über das Niveau seiner bisherigen Arbeiten hinaus: Für dieses Modell baute er nicht auf einem vorhandenen Chassis auf, sondern konstruierte neben der Karosserie auch den Rahmen selbst. Der Thomassima II blieb ein Einzelstück. Ein Jahr nach seiner Fertigstellung baute Meade den Thomassima III, ein Frontmotor-Coupé auf Ferrari-Basis mit Aufsehen erregender Karosserie, das er rückblickend als seine beste Arbeit ansah.

## Modellbeschreibung

### Rahmen und Fahrwerk
Der Thomassima II hat einen Gitterrohrrahmen. Detailangaben hierzu sind uneinheitlich. Während vereinzelt – ohne nähere Spezifizierung – behauptet wird, das Auto basiere auf einem „Originalchassis von Ferrari“, gehen andere Quellen davon aus, dass Meade für den Thomassima II einen eigenständigen Gitterrohrrahmen baute. Meade behauptete, seine Konstruktion basiere auf dem Rahmen des Rennwagens De Tomaso F2; andere meinen, es sei der eines 1957er Cooper T43 gewesen. Die unterschiedlichen Angaben zur Herkunft des Rahmens müssen allerdings keinen inhaltlichen Widerspruch bedeuten.

### Antrieb
Angetrieben wurde der Thomassima II von einem als Mittelmotor längs eingebauten 3,0 Liter großer Zwölfzylinder-V-Motor von Ferrari aus der Colombo-Familie; einer Quelle zufolge kam er aus einem älteren Ferrari 250 GT. Zur Kraftübertragung wurde ein handgeschaltetes Vierganggetriebe von ZF eingebaut.

### Karosserie
Für die Karosserie übernahm Meade wesentliche Gestaltungselemente des Ferrari 330P3 bzw. P4, wandelte aber einige Details und die Proportionen ab. Die Kühllufteinlässe in den Türen sind beim Thomassima II größer als beim Ferrari, und due Türen reichen weiter ins Dach hinein. Die Kotflügelverbreiterungen sind stärker ausgeprägt, und die Motorabdeckung einschließlich des Heckspoilers ist anders geformt. Als Windschutzscheibe wurde das Heckfenster eines Alfa Romeo Sprint Speciale verwendet. Piero Drogos Carrozzeria Sports Cars in Modena stellte die Karosserie her.

## Produktion und Verbleib
Der Thomassima II ist ein Einzelstück. Es wurde 1967 an den Auftraggeber ausgeliefert. Nachdem er das Auto in Kalifornien übernommen hatte, entfernte der Kunde Meades Markenzeichen von dem Auto, installierte stattdessen Ferraris Cavallino Rampante und meldete den Wagen als Ferrari 250/P4 zum Pebble Beach Concours d’Elegance.
Bis 1971 wurde der Wagen verschiedentlich öffentlich gezeigt, unter anderem in Filmproduktionen. Nachdem er für einige Jahrzehnte nicht öffentlich in Erscheinung getreten war, wurde der Thomassima II nach einer sieben Jahre dauernden Restauration in einem texanischen Fachbetrieb 2015 für einen Preis von 9.000.000 US-$ zum Verkauf angeboten. Das Fahrzeug galt nach Auktionsende als verkauft, allerdings ist der Kaufpreis nicht überliefert.

## Bedeutung
Der Thomassima II wird wie sein Vorgänger und sein Nachfolger (und ebenso wie die von Meade gestalteten Nembo-Ferraris) nicht als klassischer Ferrari anerkannt.

## Der Thomassima II im Film
1968 war der Thomassima II Requisite in dem Spielfilm The Fuller Report (deutscher Verleihtitel: Der Boß stirbt noch vor 12), 1971 war er in dem Film THX 1138 zu sehen.